# Miltochrista dentata
Miltochrista dentata är en fjärilsart som beskrevs av Alfred Ernest Wileman 1910. Miltochrista dentata ingår i släktet Miltochrista och familjen björnspinnare. Inga underarter finns listade i Catalogue of Life.